# Liste der Mitglieder des liechtensteinischen Landtags (1974)
Diese Liste führt die Mitglieder des Landtags des Fürstentums Liechtenstein auf, der aus den Wahlen am 3. Februar 1974 hervorging. Die Legislaturperiode dauerte bis 1978. Aufgrund einer Änderung des Wahlrechts im Jahr 1973 wurde bei dieser Wahl erstmals nach dem Kandidatenproporz gewählt und nicht mehr nach dem Listenproporz wie bis dahin; außerdem wurde die Sperrklausel von 18 % auf 8 % gesenkt. An dieser Wahl nahm außerdem zum letzten Mal die Christlich-soziale Partei Liechtensteins teil. Da sie aber unter der 8-Prozent-Hürde blieb, konnte sie keinen Abgeordneten stellen.

## Zusammensetzung
Von 4572 Wahlberechtigten nahmen 4'369 Personen an der Wahl teil (95,6 %). Von den abgegebenen Stimmen waren 4320 gültig. Die Stimmen und Mandate verteilten sich in den beiden Wahlkreisen – Oberland und Unterland – wie folgt:
| Partei                              | Stimmen  | Stimmen   | Stimmen   | Stimmen       | Sitze    | Sitze     | Sitze     |
| ----------------------------------- | -------- | --------- | --------- | ------------- | -------- | --------- | --------- |
| Partei                              | Oberland | Unterland | insgesamt | Stimmenanteil | Oberland | Unterland | insgesamt |
| Fortschrittliche Bürgerpartei (FBP) | 12'819   | 4'513     | 17'332    | 47,51 %       | 5        | 3         | 8         |
| Vaterländische Union (VU)           | 14'058   | 4'186     | 18'244    | 50,01 %       | 4        | 3         | 7         |
| Christlich-Soziale Partei (CSP)     | 705      | 287       | 922       | 2,53 %        | 0        | 0         | 0         |

## Liste der Mitglieder
| Name             | Fraktion | Wahlkreis | Stimmen | Bemerkung         |
| ---------------- | -------- | --------- | ------- | ----------------- |
| Gerard Batliner  | FBP      | Unterland | 756     | Landtagspräsident |
| Franz Beck       | VU       | Oberland  | 1424    |                   |
| Johann Beck      | VU       | Oberland  | 1428    |                   |
| Cyrill Büchel    | VU       | Unterland | 579     |                   |
| Ernst Büchel     | FBP      | Unterland | 749     |                   |
| Josef Frommelt   | FBP      | Oberland  | 1348    |                   |
| Noldi Frommelt   | FBP      | Oberland  | 1386    |                   |
| Anton Gerner     | FBP      | Unterland | 732     |                   |
| Werner Gstöhl    | VU       | Unterland | 563     |                   |
| Herbert Kindle   | VU       | Oberland  | 1476    |                   |
| Peter Marxer     | FBP      | Oberland  | 1401    |                   |
| Franz Nägele     | VU       | Unterland | 631     |                   |
| Hilmar Ospelt    | FBP      | Oberland  | 1453    |                   |
| Karlheinz Ritter | VU       | Oberland  | 1494    |                   |
| Emanuel Vogt     | FBP      | Oberland  | 1416    |                   |

## Liste der Stellvertreter
| Name             | Fraktion | Wahlkreis | Anmerkung | Bemerkung |
| ---------------- | -------- | --------- | --------- | --------- |
| Josef Biedermann | FBP      | Oberland  | 1308      |           |
| Xaver Biedermann | FBP      | Unterland | 658       |           |
| Eugen Büchel     | FBP      | Oberland  | 1273      |           |
| Wolfgang Feger   | VU       | Oberland  | 1325      |           |
| Georg Gstöhl     | VU       | Oberland  | 1382      |           |
| Adolf Heeb       | VU       | Oberland  | 1296      |           |
| Gerold Hilbe     | FBP      | Oberland  | 1283      |           |
| Andreas Hoop_jun | VU       | Unterland | 556       |           |
| Georg Malin      | FBP      | Unterland | 715       |           |
| Anton Marxer     | VU       | Unterland | 527       |           |
| Hans Oehri       | VU       | Unterland | 549       |           |
| Hubert Oehri     | FBP      | Unterland | 665       |           |
| Rudolf Schädler  | FBP      | Oberland  | 1206      |           |
| Horst Seger      | VU       | Oberland  | 1292      |           |